# Suurlaht
Suurlaht (est. Suurlahtt / Kellamäe laht) – jezioro w gminie Karma w prowincji Saare w Estonii. Położone jest na południe od wsi Mullutu oraz na północ od wsi Nasva. Ma powierzchnię 536 hektarów, linię brzegową o długości 16173 m. Znajduje się na nim 6 wysp o łącznej powierzchni 5 ha. Jezioro należy do utworzonego w 2007 roku obszaru chroniony Mullutu-Loode hoiuala.
Brzegi jeziora stanowią tereny bagienne, jezioro jest w dużym stopniu zarośnięte. Sąsiadują z nim jeziora Mullutu laht, Vägara laht i Paadla laht. Połączone jest z Mullutu laht, z którego wypływa Nasva jõgi.